# Aprostocetus gelastus
Aprostocetus gelastus är en stekelart som först beskrevs av Burks 1943.  Aprostocetus gelastus ingår i släktet Aprostocetus och familjen finglanssteklar. Inga underarter finns listade i Catalogue of Life.